# Agias de Trecén
Agias de Trecén (en griego antiguo: Ἀγίας) fue un poeta cíclico arcaico de la ciudad de Trecén. Su nombre a veces se escribe Augias, siguiendo un antiguo error de copista.
Se le atribuye la autoría de los Regresos, que vinculó las epopeyas de Arctino de Mileto y de Lesques de Pirra. Agias contó cómo Atenea, para comenzar su venganza, había provocado una disputa entre Agamenón y Menelao; luego relató las diversas aventuras de cada uno de los dos hermanos. Este fue probablemente el tema principal que habría tratado, ya que el poema se cita más de una vez con el título de Regreso de los Atridas.
Los Regresos eran divididos en cinco partes o libros, y debían formar una suma de varios miles de versos. De todos estos versos, solo quedan tres; sin embargo, no tienen nada que nos recuerde el tema del poema, ya que se trata del rejuvenecimiento de Esón por Medea. También quedan algunas citas mitológicas.
Curiosamente, la atribución de los Regresos a Agias no siempre está claramente establecida por los autores antiguos, algunos prefieren simplemente citar el título de la obra, o el «autor de los Retornos».
Clemente de Alejandría cita un pensamiento de Agias: «Los regalos, como las acciones, a menudo engañan la mente del hombre».